# 72 ore
72 ore (The Sky's On Fire) è un film per la televisione del 1998 diretto da Dan Lerner.

## Trama
A causa del buco nello strato di ozono disastri ecologici si stanno per abbattere sulla terra. Il dottor Evan Thorne avverte le autorità del pericolo ma non viene creduto.